# Compromisul de la Luxemburg
Compromisul de la Luxemburg, cunoscut și ca Acordul de la Luxemburg, a fost un compromis la care s-a ajuns în ianuarie 1966 ca urmare a Crizei Scaunului Gol, care a dus la blocarea activității Comunității Europene.